# Tetradenia umbrosa
Tetradenia umbrosa là một loài thực vật có hoa trong họ Hoa môi. Loài này được Nees miêu tả khoa học đầu tiên năm 1831.